# Castel Morrone
Castel Morrone – miejscowość i gmina we Włoszech, w regionie Kampania, w prowincji Caserta.
Według danych na rok 2004 gminę zamieszkuje 3985 osób, 159,4 os./km².